# SMH Santa Elena
SMH „Santa Elena” (Flugzeugmutterschiff II, FS II) – tender wodnosamolotów używany przez Kaiserliche Marine w okresie I wojny światowej.

## Historia
Statek pasażersko-towarowy „Santa Elena” został zbudowany w stoczni Blohm & Voss w Hamburgu dla linii Hamburg Südamerikanische Dampfschifffahrts-Gesellschaft. Wodowany 16 listopada 1907 statek mierzył 137,3 metry długości, 16,7 metrów szerokości, a jego zanurzenie wynosiło do 7 metrów, tonaż statku wynosił 7415 GRT. Napęd stanowiła maszyna parowa poczwórnego rozprężania o mocy 2800 IHP z trzema kotłami napędzająca pojedynczą śrubę, prędkość maksymalna statku wynosiła 11 węzłów.
3 sierpnia 1914 statek został przejęty przez Kaiserliche Marine i podobnie jak SMH „Answald” został skierowany do stoczni Danzig Kaiserliche Werft w Gdańsku w celu przebudowania go na tender wodnosamolotów. Pierwsza przebudowa została oceniona jako nieudana, tak samo jak w przypadku „Answalda” i okręt został ponownie skierowany do stoczni na początku 1915.

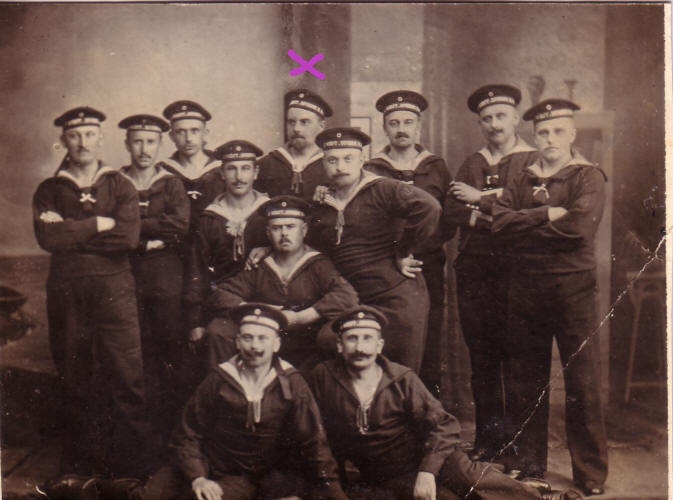
Załoga okrętu

Okręt wszedł do służby 2 lipca 1915 jako SMH „Santa Elena” (Seiner Majestät Hilfsschiff, SMH, Okręt Pomocniczy Jego Cesarskiej Mości) i począwszy od 3 sierpnia 1915 bazował w Libau. Okręt był wyposażony w samoloty Flugzeugbau Friedrichshafen, głównie Friedrichshafen FF.33. Jego samoloty, wraz z samolotami „Answald” patrolowały wybrzeże Kurlandii i wody Zatoki Ryskiej, biorąc także udział w operacjach ofensywnych przeciwko siłom rosyjskim.
Pomiędzy 12 a 20 października 1918 okręt brał udział w operacji Albion.
Pod koniec 1918 okręt udał się do Sundu, gdzie brał udział w nadzorze ruchu statków państw neutralnych. Od 12 lutego do 7 listopada 1918 okręt bazował w Wilhelmshaven, gdzie jego samoloty współpracowały z trałowcami i stawiaczami min pracującymi na Morzu Północnym.
Po zakończeniu wojny statek został przekazany US Navy 6 kwietnia 1919, a 20 lipca tego samego roku został przekazany Wielkiej Brytanii, gdzie służył jako frachtowiec bez zmiany nazwy. W 1920 został sprzedany do Francji, gdzie od 1922 służył jako „Linois”, w 1924 przeszedł pod włoską banderę jako „Orvieto”, a we wrześniu 1943 został przejęty przez III Rzeszę i służył jako transportowiec na Morzu Śródziemnym.
Zatonął w Marsylii (zbombardowany lub na skutek samozatopienia) w sierpniu 1944, został podniesiony w 1945 i złomowany.